# L'Affaire Tournesol (téléfilm)
Pour l'album de bande-dessinée, voir L'Affaire Tournesol.
Série
Tintin et le Temple du Soleil
(1969)
Pour plus de détails, voir Fiche technique et Distribution.
L'Affaire Tournesol est un téléfilm d'animation belge de Ray Goossens, réalisé en 1964. Il s'agit de la première adaptation cinématographique du dix-huitième tome de la série de bande dessinée Les Aventures de Tintin, L'Affaire Tournesol, écrit et dessiné par Hergé et publié en 1956.
Il est également considéré comme la dernière saison de la série animée, Les Aventures de Tintin, par Hergé, du même réalisateur et fut ainsi diffusé découpé en plusieurs épisodes à la télévision en 1964.

## Synopsis
Le professeur Tournesol vient de mettre au point une nouvelle arme utilisant les ultrasons, qui détruit les objets en verre. Si elle venait à être perfectionnée pour détruire autre chose que du verre, cette invention pourrait devenir une arme particulièrement dangereuse. En dehors de lui seul un savant syldave, le professeur Bretzel sait comment faire fonctionner cette machine.
Tintin, Milou, le capitaine Haddock et Tournesol se rendent alors chez lui pour le prévenir mais on apprend qu'il a été enlevé par des agents syldaves et le professeur Tournesol est à son tour enlevé. Ils sont par la suite capturés par des agents secrets bordures. Tintin et Haddock sont à leur tour capturés, Tintin blessé est transporté dans une ambulance d'où il s'échappe et il retrouve les Dupondt. Ils se rendent à l'opéra où ils dérobent l'ordre de libération du professeur Tournesol signé par le colonel Brütel, le chef de la police.
Ils se présentent ensuite à la forteresse de Darkau déguisés en agents de la police secrète mais sont démasqués, après plusieurs rebondissements, ils s'échappent en char et gagnent la frontière syldave avec les deux professeurs et Haddock.

## Fiche technique
- Réalisation : Ray Goossens
- Scénario : Charles Shows, d'après Hergé
- Musique : Ralph Darbo
- Éditeur : Citel Vidéo
- Société de production : Belvision
- Société de distribution : Fox Pathé Europa
- Genres : animation, aventure, comédie
- Pays :  Belgique
- Langue : français
- Durée : 60 minutes
- Format : Couleurs - 1,78:1 & 1,33:1 - Mono
- Dates de sortie :
  - Belgique : 1er janvier 1964

## Distribution
- Georges Poujouly : Tintin
- Marcel Painvin : le Capitaine Haddock
- Fernand Fabre : le Professeur Tournesol
- Jacques Marin : Dupond et Dupont
- Lita Recio : Bianca Castafiore
- Yves Brainville : le colonel
- Roger Rudel : le speaker
- et Henri Djanik, Jacques Dynam, Michel Gatineau, Pierre Leproux et André Valmy

## Différences principales avec l'album
- Dans cette adaptation, seuls les agents syldaves sont présents au début à Moulinsart.
- Les Dupondt arrivent en hélicoptère au début. La gendarmerie n'est pas prévenue.
- Séraphin Lampion n'apparaît pas.
- Les héros ne se rendent pas en Suisse comme dans l'album mais vont au contraire en Syldavie, pays qui n'est que mentionné dans l'album.
- Le professeur Tournesol est enlevé par les agents Syldaves alors qu'il est en compagnie de Tintin et Haddock.
- Le professeur Topolino n'apparaît pas, il est remplacé par un savant syldave, le professeur Bretzel qui est enlevé lui aussi.
- Dans l'album, ce sont les Syldaves qui enlèvent le professeur après le combat contre les Bordures, dans le téléfilm, c'est l'inverse.
- Le professeur Tournesol dit « Ma patrie est la Syldavie », origine qui n'a jamais été indiquée par Hergé.
- Les Dupondt ont un rôle plus important que dans l'album puisqu'ils sont de l'aventure en Bordurie et qu'ils sauvent leurs amis à plusieurs reprises. C'est même eux qui accompagnent Tintin à l'opéra à la place du capitaine Haddock qui est retenu prisonnier.
- La forteresse de Bakhine est rebaptisée forteresse de Darkau.
- Le colonel Sponsz est rebaptisé colonel Brütel et son apparence physique diffère quelque peu, son rôle est moins important que dans l'album, c'est le commandant de la forteresse de Darkau qui est le principal antagoniste dans la deuxième partie du téléfilm.
- L'évasion de la forteresse est beaucoup plus mouvementée que dans l'album et elle a lieu en hélicoptère.
- Comme dans tous les épisodes des Aventures de Tintin, par Hergé, le professeur Tournesol n'est pas sourd et il porte une gabardine jaune et non une verte.
- On ne peut pas distinguer Dupond de Dupont (et réciproquement) car la forme de leur moustache est la même contrairement à ce qui apparaît dans les albums, Droite pour DuponD et Tournante pour DuponT.
- Dans le téléfilm c'est Tintin et Haddock qui regardent la métropole détruite par l'appareil à ultra-sons tandis que dans le l'album ce sont les soldats bordures qui la regardent.
- Dans l'album c'est un autre soldat  qui réalisait la métropole détruite grâce a l'appareil tandis que dans le film c'est Tournesol qui le réalisait.